# Xanthophyllaceae
Famille
Classification APG II (2003)
Classification APG III (2009)
Les Xanthophyllaceae (ou Xanthophyllacées) sont une famille de plantes à fleurs dicotylédones de la famille des Polygalales.
Ce sont des petits arbres originaires de la zone paléo-tropicale indo-malaise.

## Étymologie
Le nom vient du genre Xanthophyllum, dérivé du grec ξανθός  / xanthós,« jaune ; jaunâtre ; verdâtre », et φύλλον / phyllon, feuille.

## Classification
En classification classique de Cronquist (1981), cette famille ne comprend qu'un seul genre, Xanthophyllum. 
Cette famille n'est pas acceptée par la plupart des taxonomistes, ni en classification phylogénétique APG (1998) ni en classification phylogénétique APG II (2003), ni en  classification phylogénétique APG III (2009).
Le genre Xanthophyllum est communément inclus dans les Polygalaceae.